# Benny Carter
Bennett Lester (Benny) Carter (New York), 8 augustus 1907 - Los Angeles (Californië), 12 juli 2003) was een Amerikaanse jazzmuzikant die bekendheid verwierf als saxofonist, trompettist, componist, arrangeur en bigbandleider. Hij was een toonaangevende figuur binnen de jazz over een periode van bijna 60 jaar (van de jaren 30 tot de jaren 90) en werd door vele collega-muzikanten omschreven als King.
In zijn jeugd woonde Carter in Harlem, vlak bij Bubber Miley die een van de stertrompettisten van Duke Ellington was. Carter werd geïnspireerd door Miley en kocht een trompet. Maar toen hij merkte dat hij niet zo getalenteerd was als Miley kocht hij een saxofoon.
Op zijn 15e begon hij professioneel te spelen. Zijn eerste opnames maakte hij in 1927 en het jaar daarop vormde hij zijn eerste bigband. In 1930 en 1931 speelde hij met Fletcher Henderson, waarna hij weer terugkeerde bij zijn eigen band. Bovendien maakte hij arrangementen voor Henderson en Duke Ellington in die jaren en schreef hij hits als Blues In My Heart en When Lights Are Low. Aan het begin van 1930 werden hij en Johnny Hodges gezien als de belangrijkste altsaxofonisten van die tijd. Ook werd Carter een solotrompettist. Vanaf 1930 begon hij dan ook intensief met het opnemen van nummers op de trompet.
In 1935 verhuisde hij naar Europa waar hij de belangrijkste arrangeur werd voor het dansorkest van de BBC en nam hij enkele albums op. Hij ging in 1938 terug naar Amerika en nam de leiding over een bigband en een sextet alvorens hij in 1943 naar Los Angeles ging om nummers te schrijven voor filmproducties. Carter bleef doorgaan met schrijven en optreden tot in de jaren 90. Hij schreef onder meer nummers voor Louis Armstrong, Ray Charles, Ella Fitzgerald, Peggy Lee en Sarah Vaughan. Zijn grootste hit was Cow Cow Boogie, die hij in 1942 schreef met Don Raye en Gene DePaul voor Ella Mae Morse.
Benny Carter overleed op 95-jarige leeftijd in Los Angeles aan de gevolgen van bronchitis.